# Pooridet Clinton
Pooridet James Kristan Clinton (thailändisch ภูริเดช แคลนตัน; * 25. Mai 2005 in San Kamphaeng) ist ein thailändisch-US-amerikanischer Fußballspieler.

## Karriere
Pooridet Clinton erlernte das Fußballspielen in der Jugend vom Chiangmai United FC. Hier unterschrieb er Ende Juli 2024 auch seinen ersten Profivertrag. Der Verein aus Chiangmai spielt in der zweiten Liga, der Thai League 2. Sein Zweitligadebüt gab Clinton am 2. April 2025 (31. Spieltag) im Heimspiel gegen den Ayutthaya United FC. Bei dem 1:0-Heimerfolg wurde er in der 84. Minute für Karn Jorates eingewechselt.